# アラン・ステイシー
アラン・ステイシー（Alan Stacey、1933年8月29日 - 1960年6月19日）はイギリスのレーサー。

## 概要
1950年代後半、スポーツカーで活躍。1957年にはル・マン24時間レースに参加し、9位でフィニッシュした。
1958年イギリスGP、ロータスでF1デビューを果たし、1959年にはエイントリーで行われたスポーツカーレースで勝利を果たす。F1非選手権にも何戦か出場している。
また、ステイシーは右足に義足をつけていたことで知られる。ル・マン24時間レースに出場するために、チームメイトと共謀してメディカルチェックをパスしていた。

## ベルギーグランプリの悲劇
1960年第5戦、スパ・フランコルシャンで行われたベルギーGP決勝の25周目、ロータスで6位走行中だったステイシーの顔面に鳥が直撃し死亡。その数周前にはクリス・ブリストウが死亡事故をおこしており、また、前日の予選中にスターリング・モスが両足を骨折する事故を起こしたことから、このグランプリは「暗黒の週末」と呼ばれることとなった。

## レース戦績

### F1
| 年     | 所属チーム | シャシー | 1       | 2       | 3   | 4       | 5       | 6   | 7       | 8   | 9       | 10  | 11  | WDC       | ポイント |
| ------ | ---------- | -------- | ------- | ------- | --- | ------- | ------- | --- | ------- | --- | ------- | --- | --- | --------- | -------- |
| 1958年 | ロータス   | 16       | ARG     | MON     | NED | 500     | BEL     | FRA | GBR Ret | GER | POR     | ITA | MOR | NC (56位) | 0        |
| 1959年 | ロータス   | 16       | MON     | 500     | NED | FRA     | GBR 8   | GER | POR     | ITA | USA Ret |     |     | NC (30位) | 0        |
| 1960年 | ロータス   | 16       | ARG Ret |         |     |         |         |     |         |     |         |     |     | NC (57位) | 0        |
| 1960年 | ロータス   | 18       |         | MON Ret | 500 | NED Ret | BEL Ret | FRA | GBR     | POR | ITA     | USA |     | NC (57位) | 0        |

### ル・マン24時間レース
| 年     | チーム                            | コ・ドライバー   | 使用車両       | クラス | 周回 | 総合順位 | クラス順位 |
| ------ | --------------------------------- | ---------------- | -------------- | ------ | ---- | -------- | ---------- |
| 1958年 | チーム・ロータス エンジニアリング | トム・ディクソン | ロータス・11   | S750   | 202  | 17位     | 8位        |
| 1959年 | チーム・ロータス エンジニアリング | キース・グリーン | ロータス・Mk17 | S750   | 156  | DNF      | DNF        |